# Упоровка
Упо́ровка (рос. Упоровка) — присілок у складі Кемеровського округу Кемеровської області, Росія.

## Населення
Населення — 189 осіб (2010; 264 у 2002).
Національний склад (станом на 2002 рік):
- росіяни — 82 %